# Hajdú Ráfis Gábor
Hajdú Ráfis Gábor (Kiskunhalas, 1944. október 14. – Budapest, 1980. augusztus 8.) magyar kritikus, irodalomtörténész.

## Életpályája
1969-ben szerzett magyar-könyvtár szakos diplomát az Eötvös Loránd Tudományegyetemen. Ezután az ELTE tanársegéde és adjunktusa volt. 1976-1978 között a Népszabadság kulturális rovatának munkatársa volt. 1978-1980 között a Kritika című lap főszerkesztő-helyettese volt. Öngyilkos lett.

## Művei
- Sarkadi Imre (kismonográfia, 1973)
- Kritikák, esszék, tanulmányok (válogatta, szerkesztette, bevezető: Agárdi Péter, 1984)

## Díjai
- Kritikusok nívódíja (1979)